# Гвіздава
Гвізда́ва (також Гвоздава) — село в Україні, у Гришковецькій селищній територіальній громаді Бердичівського району Житомирської області. Чисельність населення становить 190 осіб (2001).

## Населення
Наприкінці 19 століття в селі налічувалося 167 мешканців, дворів — 43, у 1906 році — 437 мешканців, дворів — 70, у 1923 році — 609 мешканців, дворів — 130, у 1924 році — 616 осіб (з перевагою населення польської національности), дворів — 136.
Відповідно до перепису населення СРСР 17 грудня 1926 року, чисельність населення становила 534 особи, з них 265 чоловіків та 269 жінок; за національністю: українців — 48, поляків — 486. Кількість господарств — 115.
Відповідно до результатів перепису населення СРСР, кількість населення станом на 12 січня 1989 року становила 262 особи. Станом на 5 грудня 2001 року, відповідно до перепису населення України, кількість мешканців села становила 190 осіб, 100 % населення вказало рідною мовою українську.

## Історія
Поблизу села виявлено залишки поселення трипільської культури.
Засноване у 1720 році. У другій половині 19 століття — шляхетське селище Житомирського повіту Волинської губернії. Належало до слободищенського маєтку Вишомирських, входило до парафії у Кодні.
Наприкінці 19 століття — село Солотвинської волості Житомирського повіту Волинської губернії.
У 1906 році — сільце Солотвинської волості (5-го стану) Житомирського повіту Волинської губернії. Відстань до губернського центру, м. Житомир, становила 35 верст, до волосного центру с. Солотвин — 8 верст. Поштове відділення — Рея.
У 1923 році включене до складу новоствореної Рейської сільської ради, яка 7 березня 1923 року увійшла до складу новоутвореного Солотвинського (згодом — Коднянський) району Житомирської округи. Розміщувалося за 8 верст від районного центру с. Солотвин та за 3,5 версти від центру сільської ради, с. Рея. 17 червня 1925 року, в складі сільської ради, передане до Бердичівського району Бердичівської округи. У 1926 році в селі створено окрему Гвоздавську польську національну сільську раду. Відстань до районного центру м. Бердичів становила 15 верст, до окружного центру в Бердичеві — 15 верст, до найближчої залізничної станції Бердичів — 15 верст. 3 вересня 1930 року, в складі сільської ради, увійшло до приміської смуги Бердичівської міської ради, 28 червня 1939 року повернуте до складу відновленого Бердичівського району Житомирської області. 11 серпня 1954 року, внаслідок об'єднання сільських рад, село підпорядковане Рейській сільській раді Бердичівського району.
У 1990-х роках розпочалося будівництво костелу Непорочного Серця Пресвятої Діви Марії (РКЦ), який закінчили будувати 2006 року. 20 червня 2004 року у храмі вперше відбулась Свята Меса, яку відправив уродженець села священик Едвард Кожуховський. 29 квітня 2006 року єпископ Станіслав Широкорадюк освятив костел. Храмом опікуються отці кармеліти босі, які мають тут невеликий реколекційний дім та пустельню.
17 травня 2018 року увійшло до складу новоутвореної Гришковецької селищної територіальної громади Бердичівського району Житомирської області.

## Відомі люди
- Ананьєв Павло Архипович (1917—1999) — радянський військовик, учасник Другої світової війни, почесний громадянин Бердичева.